# Pandemia de COVID-19 en Pernambuco
El primer caso de la pandemia de enfermedad por coronavirus en Pernambuco, estado de Brasil, inició el 12 de marzo de 2020. Hay 89.132 casos confirmados y 6.376 fallecidos.

## Cronología

### Marzo
El 12 de marzo se confirman los dos primeros casos de COVID-19 en Recife, capital de Pernambuco. Los pacientes son una pareja, una mujer de 66 años y un hombre de 71 años con un viaje reciente a Roma (Italia), el segundo país con la mayoría de los casos del SARS-CoV-2 en el mundo.
El 25 de marzo se registró la primera muerte de COVID-19 en Recife, el occiso era un hombre de 85 años que sufría anticipadamente diabetes, hipertensión y cardiopatía isquémica. No tenía antecedentes de viaje.

## Registro
Lista de municipios de Pernambuco con casos confirmados:
| Posición | Municipio               | N.º casos | N.º muertes |
| -------- | ----------------------- | --------- | ----------- |
| 1        | Recife                  | 2439      | 267         |
| 2        | Jaboatão dos Guararapes | 447       | 66          |
| 3        | Olinda                  | 407       | 47          |
| 4        | Paulista                | 310       | 29          |
| 5        | Camaragibe              | 189       | 19          |
| 6        | São Lourenço da Mata    | 127       | 27          |
| 7        | Cabo de Santo Agostinho | 75        | 17          |
| 8        | Vitória de Santo Antão  | 68        | 13          |
| 9        | Abreu e Lima            | 59        | 4           |
| 10       | Igarassu                | 50        | 11          |
| 11       | Caruaru                 | 25        | 4           |
| 12       | Goiana                  | 19        | 6           |
| 13       | Paudalho                | 18        | 7           |
| 14       | Limoeiro                | 14        | 3           |
| 15       | Carpina                 | 11        | 1           |